# Blok 70a
Le Blok 70a (en serbe cyrillique : Блок 70а) est un quartier de Belgrade, la capitale de la Serbie. Il est situé dans la municipalité de Novi Beograd.

## Localisation
Le Blok 70a est délimité par les rues Omladinskih brigada, Jurija Gagarina, Agostina Neta et par la rivière de la Save.

## Transports
Le blok est desservi par plusieurs lignes de bus de la société GSP Beograd, soit les lignes 67 (Zeleni venac – Novi Beograd Blok 70a), 76 (Novi Beograd Blok 70a – Hôpital de Bežanijska kosa), 68 (Zeleni venac – Novi Beograd Blok 70), 73 (Novi Beograd Blok 45 – Gare de Batajnica), 95 (Novi Beograd Blok 45 – Borča III) et 708 (Blok 70a - Plavi horizonti - Zemun polje). On peut y également y emprunter les lignes de tramway 7 (Ustanička - Blok 45), 9 (Banjica - Blok 45) et 11 (Kalemegdan - Blok 45).